# Иван Ћурковић
Иван Ћурковић (Мостар, 15. март 1944) бивши је југословенски фудбалер (голман), бивши председник Партизана и председник Олимпијског комитета Србије и Црне Горе. Такође је, уз Дејана Савићевића и Вујадина Бошкова, био члан селекторске комисије која је заменила Милована Ђорића на месту селектора репрезентације Југославије током квалификација за Светско првенство у фудбалу 2002. у Јапану и Јужној Кореји.
Ћурковић је у каријери играо за Вележ из Мостара, Партизан и Сент Етјен. У Сент-Етјену је наступао заједно са Мишелом Платинијем, а клуб је тих година био у врху француског фудбала и пласирао се у финале Купа европских шампиона у сезони 1975/76.

## Највећи успеси

### Партизан
- Првенство Југославије (1) : 1964/65.
- Куп европских шампиона : финале 1965/66.

### Сент Етјен
- Првенство Француске (4) : 1973/74, 1974/75, 1975/76, 1980/81.
- Куп Француске (3) : 1973/74, 1974/75, 1976/77.
- Куп европских шампиона : финале 1975/76.